# Alampyris quadricollis
Alampyris quadricollis là một loài bọ cánh cứng trong họ Cerambycidae.